# Neocoenyra mittoni
Neocoenyra mittoni är en fjärilsart som beskrevs av Elliot C.G. Pinhey 1956. Neocoenyra mittoni ingår i släktet Neocoenyra och familjen praktfjärilar. Inga underarter finns listade i Catalogue of Life.